# Gehyra electrum
Gehyra electrum — вид ящірок з родини геконових (Gekkonidae). Описаний у 2019 році.

## Поширення
Ендемік Австралії. Відомий лише у типовому місцезнаходжені — гранітні відслонення на схилах гори Сюрпрайз на північному сході Квінсленду.

## Опис
Тіло завдовжки 46-50 мм. Забарвлення помаранчево-коричневе або рожево-коричневе з чітким візерунком з білих та темно-фіолетових плям.